# Snapshot
A snapshot  egy szoftver olyan időszakos kiadása, amely a fejlesztés valamely fontosabb fázisában készül. Mint ahogy arra az angol név is utal, ez egy  pillanatkép a fejlesztésről. Célja, hogy a külső  fejlesztők, felhasználók, érdeklődők belepillanthassanak a fejlesztés pillanatnyi állásába.
Másik jelentése egy fájlrendszerről vagy adatbázisról készített pillanatkép.